# Kloštar Ivanić
Kloštar Ivanić est un village et une municipalité située dans le comitat de Zagreb, en Croatie. Au recensement de 2001, la municipalité comptait 6 038 habitants, dont 96,65 % de Croates et le village seul comptait 3 597 habitants.

## Localités
La municipalité de Kloštar Ivanić compte 11 localités :
| - Bešlinec - Čemernica Lonjska - Donja Obreška - Gornja Obreška - Kloštar Ivanić - Krišci | - Lipovec Lonjski - Predavec - Sobočani - Stara Marča - Šćapovec |